# Helga von Hoffmann
Helga von Hoffmann (* 24. Januar 1933 in Berlin; † 5. Dezember 2005 in Hamburg) war eine deutsche Politikerin der SPD und Abgeordnete der Hamburgischen Bürgerschaft.

## Leben

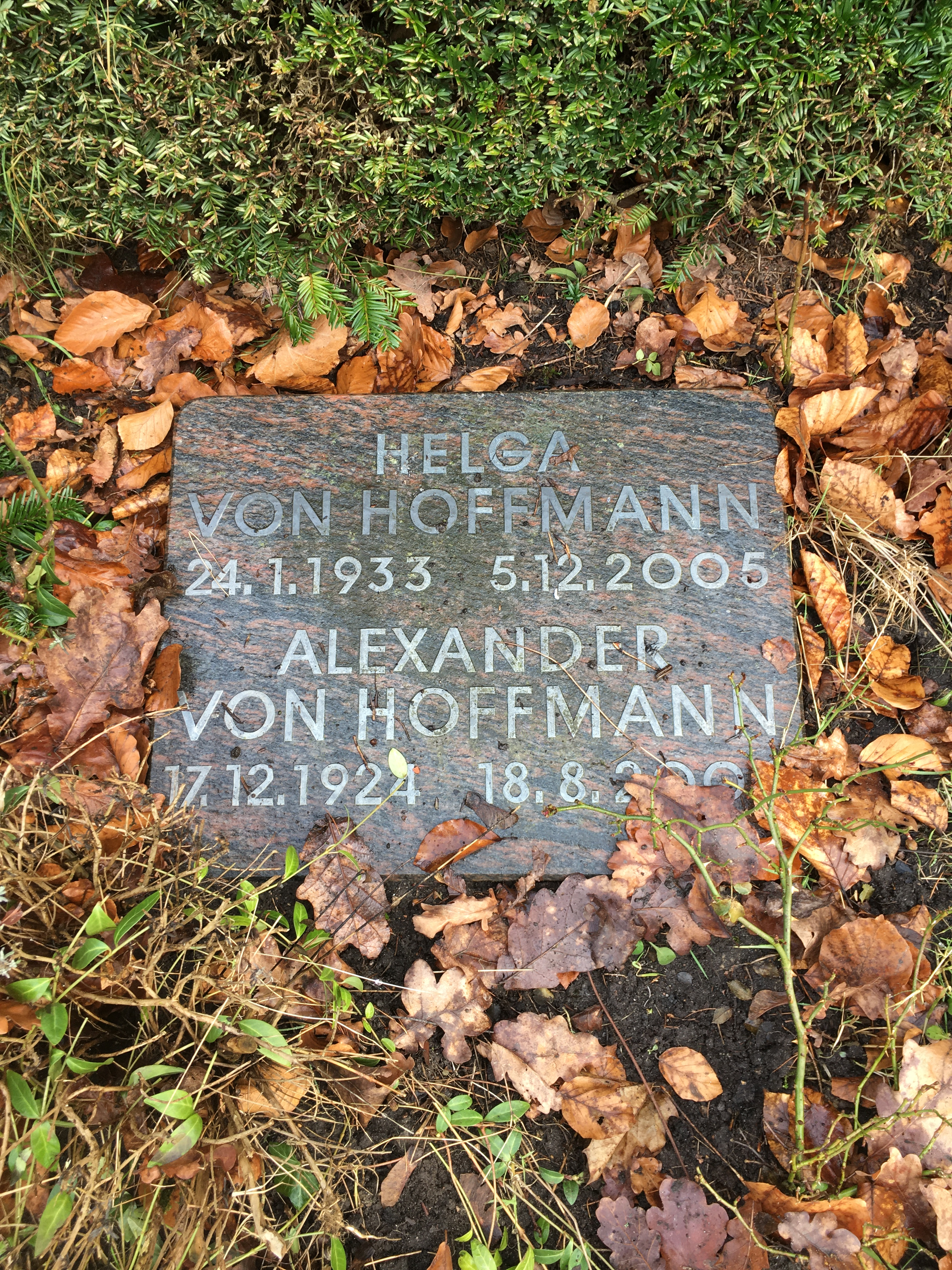
Grabstätte auf dem Friedhof Ohlsdorf

Während ihrer Gymnasialzeit hatte Helga von Hoffmann die Gelegenheit, ein Jahr in den USA als Austauschschülerin zu verbringen. Diese Erfahrung prägte ihr ganzes Berufsleben. Von 1952 bis 1960 baute sie in Hamburg das Deutschland-Büro der Schüleraustauschorganisation AFS Internationale Stipendien auf und übernahm die Leitung.
Sie heiratete, bekam zwei Töchter und engagierte sich in Elternrat, Kreiselternrat und Landesschulkammer.
Von 1967 bis 1992 nahm sie ihre Arbeit in der Schülerorganisation wieder auf. Im Jahr 2005 starb Helga von Hoffmann. Ihr zu Ehren gründete die AFS das Helga-von-Hoffmann-Stipendium. Es vergibt in kleinem Rahmen Teilstipendien an Austauschschüler, die sich durch besonderes gesellschaftliches Engagement auszeichnen.
Ihre letzte Ruhestätte erhielt Helga von Hoffmann auf dem Friedhof Ohlsdorf. Die Grabstätte liegt südöstlich von Kapelle 10 im Planquadrat K 32.

## Politik
Ihre politische Heimat lag im SPD-Kreis Hamburg-Nord. Von 1968 arbeitete sie im Kerngebietsausschuss der dortigen Bezirksversammlung  mit. Ihr Ortsverein Groß Borstel wählte sie in den Vorstand, auch stieg sie in den SPD-Landesvorstand, den Landesvorstand der Arbeitsgemeinschaft sozialdemokratischer Frauen  und den Parteirat auf.
Von 1971 bis 1986 zog sie als Abgeordnete in die Hamburgische Bürgerschaft ein. Ihre politischen Schwerpunkte lagen in den Bereichen Gesundheit, Inneres, Frauen und Soziales. Gemeinsam mit anderen Frauen ihrer Fraktion brachte sie die Gründung der Gleichstellungsstelle für Frauen ebenso auf den Weg, wie ein Familienplanungszentrum und die Finanzierung von Frauenhäusern. Im Juni 1977 gehörte sie gemeinsam mit Wulf Damkowski, Jan Ehlers, Bodo Fischer, Harro Frank, Hans-Jürgen Grambow, Frauke Martin, Lothar Reinhard, Ortwin Runde und Bodo Schümann zu einer Gruppe von zehn SPD-Bürgerschaftsabgeordneten, die im Zusammenhang mit dem Parteiausschluss des Juso-Vorsitzenden Klaus Uwe Benneter in einem Brief an den damaligen Parteivorsitzenden Willy Brandt verlangten, dass dieser Parteiordnungsverfahren gegen 56 Hamburger SPD-Mitglieder, die sich mit Benneter solidarisiert hatten, verhindere. Am 10. September 1986 stimmte sie in der Hamburgischen Bürgerschaft gemeinsam mit ihrem Fraktionskollegen Erhard Schäfer gegen das „Sicherheitspaket“ des SPD-Senats, mit dem 292 neue Stellen bei der Polizei geschaffen wurden. Außer von Hoffmann und Schäfer stimmten lediglich die acht Abgeordneten der Grün-Alternativen-Liste gegen das 14-Millionen D-Mark teure Programm, während die übrigen SPD-Abgeordneten und die komplette CDU-Fraktion für den Senatsplan, der eine Reaktion auf die stundenlange Einkesselung von Anti-Kernkraft-Demonstranten auf dem Heiligengeistfeld war.
1991 trat Helga von Hoffmann aus der SPD aus. Einer ihrer Gründe war die ihrer Meinung nach brutal gehandhabte Abschiebepraxis der sozialdemokratisch geführten Polizei in Hamburg.